# Mastax fortesculpta
Mastax fortesculpta é uma espécie de carabídeo da tribo Brachinini, com distribuição restrita à Zâmbia.